# گلایول همیشه‌بهار
گلایول همیشه‌بهار(نام علمی: Gladiolus tristis) نام یک گونه از سرده گلایول است.